# Drumul european E46
Drumul european 46 (E46) este un traseu rutier care leagă Cherbourg-Octeville (Franța) de Liège (Belgia), trecând prin Reims (Franța).

## Traseu
| Franța |                                         |                      |                              |
|        | Traseu                                  |                      | Intersecții Drumuri Europene |
| RN13   | Cherbourg-Octeville - Carpiquet         | Cherbourg-Octeville  | E03                          |
| RN814  | Carpiquet - Mondeville                  | Caen                 | E401                         |
| A13    | Mondeville - Oissel-sur-Seine           |                      |                              |
| RD18E  | Oissel-sur-Seine - Rouen-Saint-Sever    | Rouen                | E05                          |
| RN28   | Rouen-Saint-Sever - Rouen-Deux Rivières | Rouen                | E402                         |
| RN31   | Rouen-Deux Rivières - Tinqueux          | Compiègne            | E15 E19                      |
| A344   | Tinqueux - Thillois                     | Reims                | E17                          |
| A4     | Thillois - Taissy                       | Reims                | E50 E420                     |
| A34    | Taissy - Witry-lès-Reims                |                      |                              |
| RN51   | Witry-lès-Reims - Rethel                |                      |                              |
| A34    | Rethel - Sedan                          | Charleville-Mézières | E44 E420                     |
| RN43   | Sedan - Bazeilles                       |                      |                              |
| RN58   | Bazeilles - La Chapelle                 |                      |                              |
| Belgia |                                         |                      |                              |
| N89    | Bouillon - Champlon                     | Libramont-Chevigny   | E411                         |
| N4     | Champlon - Marche-en-Famenne            |                      |                              |
| N63    | Marche-en-Famenne - Liège               | Liège                | E25 E40 E42 E313             |